# رسوایی نفت در برابر گندم
رسوایی نفت در برابر گندم  (AWB) به پرداخت رشوه به رژیم صدام حسین، رئیس‌جمهور وقت عراق، در تضاد با برنامه بشردوستانه نفت در برابر غذا سازمان ملل متحد اشاره دارد. شرکت سازمان گندم استرالیا
(AWB Limited) یک سازمان عمده بازاریابی غلات مستقر در استرالیا است. در بیشتر طول قرن بیستم و اوایل قرن بیست‌ویکم، این شرکت یک نهاد دولتی استرالیا محسوب می‌شد و تحت سیستم "بازار انحصاری گندم" فعالیت می‌کرد؛ به این معنا که تنها مرجع قانونی برای صادرات گندم استرالیا بود و گندم را با یک قیمت ثابت از کشاورزان خریداری می‌کرد.
در اواسط دهه ۲۰۰۰ مشخص شد که سازمان گندم استرالیا از طریق واسطه‌ها، به رژیم صدام حسین رشوه پرداخت می‌کرد تا قراردادهای پرسود فروش گندم به عراق را حفظ کند. این اقدامات آشکارا نقض تحریم‌های سازمان ملل متحد و قوانین داخلی استرالیا بود.
تا پیش از مطرح شدن این اتهامات در سال ۲۰۰۵، سازمان گندم استرالیا حدود ۹۰٪ از بازار گندم عراق را تأمین می‌کرد. پل ولکر، بازرس ویژه سازمان ملل، در تحقیقات خود اعلام کرد که سازمان گندم استرالیا تنها عامل پرداخت رشوه نبودند، اما بزرگ‌ترین منبع پرداخت‌های غیرقانونی به رژیم عراق محسوب می‌شدند.
دولت استرالیا نیز یک کمیسیون سلطنتی برای بررسی این موضوع تشکیل داد که در نهایت توصیه کرد علیه ۱۲ نفر پرونده‌های کیفری تشکیل شود. با این حال، پلیس فدرال استرالیا در نهایت این اتهامات کیفری را کنار گذاشت. با این وجود، چندین پرونده حقوقی در دادگاه‌های استرالیا با موفقیت علیه این افراد پیگیری شد.
پس از افشای این پرداخت‌ها، شرکت سازمان گندم استرالیا دستخوش تغییرات اساسی شد، از جمله از دست دادن حق انحصاری صادرات گندم استرالیا و جایگزینی کامل تیم مدیریتی. با این حال، سودآوری این شرکت همچنان با مشکلات زیادی مواجه است.
اگرچه سازمان گندم استرالیا (AWB) و به تبع آن دولت استرالیا تنها بازیگران دخیل در رسوایی "نفت در برابر غذا" نبودند، این واقعه جایگاه ویژه‌ای در ذهنیت سیاسی مردم استرالیا پیدا کرده است.

## سازمان گندم استرالیا
سازمان گندم استرالیا در سال ۱۹۳۹ به عنوان یک نهاد دولتی تأسیس شد و پس از خصوصی‌سازی در سال ۱۹۹۹ به AWB Limited تبدیل گردید. این نهاد با بهره‌گیری از سیستم خرید انحصاری (single desk)، کنترل صادرات گندم استرالیا را در دست داشت تا قیمت محصولات حفظ شود. AWB از سال ۱۹۴۸ به عراق گندم صادر می‌کرد و در جریان برنامه «نفت در برابر غذا» سازمان ملل، بزرگترین تأمین‌کننده کالاهای انسان‌دوستانه برای عراق بود.
پس از تحریم‌های اقتصادی اعمال‌شده بر عراق در ۱۹۹۰، برنامه نفت در برابر غذا ایجاد شد تا عراق بتواند تحت نظارت سازمان ملل درآمدهای نفتی خود را صرف واردات کالاهای اساسی کند. با این حال، این برنامه با سوءاستفاده‌هایی همراه بود. در این چارچوب، شرکت اردنی Alia در سال ۱۹۹۴ تأسیس شد و از ۱۹۹۹ مسئولیت حمل‌ونقل داخلی کالاهای وارداتی به عراق را به عهده گرفت. با وجود ظاهر مستقل این شرکت، اکثریت مالکیت آن غیرمستقیم در اختیار دولت عراق بود.
سازمان گندم استرالیا در سال ۱۹۹۹ قراردادی با Alia امضا کرد که براساس آن هزینه‌های حمل‌ونقل داخلی به شدت افزایش یافت و مبالغ قابل توجهی به صورت حق‌الزحمه‌های جعلی به رژیم صدام منتقل شد. این پرداخت‌ها بدون اطلاع‌رسانی دقیق به سازمان ملل و با فریبکاری از طریق طرف‌های سوم انجام می‌شد. 
تحقیقات نشان داد سازمان گندم استرالیا در مجموع بیش از ۲۲۱ میلیون دلار آمریکا به عراق پرداخت کرده است که این مبلغ حدود ۱۴٪ از کل منابع مالی غیرقانونی رژیم صدام از این برنامه را تشکیل می‌داد.
هرچند سازمان گندم استرالیا در ابتدا مدعی شد از ارتباط Alia با دولت عراق بی‌اطلاع بوده، اما شواهد زیادی از آگاهی برخی مدیران آن از این تخلفات وجود داشت. در سال ۲۰۰۵، کمیسیون مستقل به ریاست پل وولکر این فساد را افشا کرد و سپس دولت استرالیا کمیسیون سلطنتی (Cole Inquiry) را تشکیل داد. این کمیسیون تأیید کرد که سازمان گندم استرالیا آگاهانه تحریم‌ها را نقض کرده و برای حفظ منافع تجاری خود با رژیم عراق همکاری مالی داشته است. در عین حال، مقامات دولتی استرالیا از هرگونه تخلف تبرئه شدند، ولی پیگرد قضایی برای برخی مدیران سازمان گندم استرالیا توصیه شد.